# Task Force 72
Task Force 72 (ang. Jednostka Operacyjna 72) to międzynarodowe stowarzyszenie budowniczych sterowanych radiem modeli łodzi, którzy budują we wspólnej skali 1:72 (1 cal w 1:72 równy jest 72 calom w rzeczywistości).

## Historia
Task Force 72 wzięło swój początek w Australii w 1994, kiedy dużo indywidualnych budowniczych sterowanych radiem modeli przybyli razem aby sformować stowarzyszenie. 
Nazwa pochodzi z wojskowego terminu dla grupy okrętów – Task Force (jednostka operacyjna) i skali modeli okrętów, które są budowane (1:72).
W latach od owego czasu, stowarzyszenie stało się z małej liczby budowniczych modeli do kilkunastu będących aktywnymi i byłymi członkami zlokalizowanych w Australii, Stanach Zjednoczonych, Wielkiej Brytanii, Kanadzie, Nowej Zelandii i kilku innych krajach. 
W tym czasie największe zgrupowanie członków zlokalizowane było w obrębie Australii, chociaż spodziewano się pojawienia międzynarodowego członkostwa.

## Coroczne regaty
Stowarzyszenie obejmuje coroczne regaty każdego roku na jeziorze Wentworth Falls, zlokalizowanym w Górach Błękitnych, na zachód od Sydney w Nowej Południowej Walii, w Australii.  
Regaty Task Force 72 są zwykle rozgrywane w Listopadzie lub Grudniu każdego kalendarzowego roku. 
Task Force 72 spodziewa się tego, że członkostwa stowarzyszenia w innych krajach rozwiną się do poziomu, gdzie będą dostatecznie duże do rozpoczęcia i wspomagania ich własnych, narodowych regat.

## Typy konstruowanych modeli
Bieżąca, zdecydowana większość modeli posiadanych przez członków Task Force 72 to okręty. 
Uzasadnienia dla tej przewagi włączają; 
wojskowe tło pewnej liczby członków towarzyszenia; 
dostępność wojskowego ekwipunku w skali 1:72; 
plany i informacje takie jak zdjęcia dla wojskowych statków są generalnie bardziej dostępne niż dla kupieckich statków i; 
percepcja budowania modeli okrętów jest większym wyzwaniem niż budowa modeli statków towarowych lub statków pasażerskich.
Członkowie Task Force 72 budują modele jednostek pływających – od dziewiętnastowiecznych krążowników do futurystycznych korwet, od żaglowców do okrętów podwodnych wyposażonych w pociski balistyczne. Mimo przewagi wojskowych statków nieco kupieckich statków jest także przedstawianych.
Wszystkie spełniają dwa charakterystyczne warunki. Wszystkie są sterowane radiem i wszystkie są zbudowane we wspólnej skali 1:72.

## Kompozycja floty Task Force 72
Chociaż w listopadzie 2006 "flota" Task Force 72 była sporządzona z kilkuset modeli, zakres rozmiaru od nadzwyczaj dużych modeli rozmaitych lotniskowców i pancerników schodził do bardzo małych modeli holowników i patrolowców.
Większość modeli są modelami statków średniej wielkości, takich jak niszczyciele i fregaty, które są rozważane przez ich budowniczych do kombinowania umiarkowanych rozmiarów dla swobody transportu i "nadawania się do żeglugi", z wyraźnym celem dla inkorporacji detali i dążenia do zachowania wewnętrznej objętości dla mechaniki tworzącej zdolność modelu do operowania.

## Logo Task Force 72
Logo Task Force 72 obejmuje stylizowaną różę wiatrów z kotwicą położoną na róży wiatrów ze słowami Task Force Seventy Two (ang. Jednostka Operacyjna Siedemdziesiąt Dwa) otaczającymi rysunek.